# Batscho-Kiro-Höhle
Die Batscho-Kiro-Höhle (bulgarisch: пещера „Бачо Киро“; englisch: Bacho Kiro Cave) ist eine paläoanthropologische und archäologische Fundstätte im Zentrum von Bulgarien (Oblast Gabrowo), rund fünf Kilometer westlich der Stadt Drjanowo, am Nordrand des Balkangebirges. Jean-Jacques Hublin u. a. konnten im Jahr 2020 in ihr mit einem Alter von rund 43.000 Jahren die bislang früheste Anwesenheit des anatomisch modernen Menschen (Homo sapiens) in Europa nachweisen. In älteren Fundschichten wurden zudem Zeugnisse für die Anwesenheit von Neandertalern geborgen.

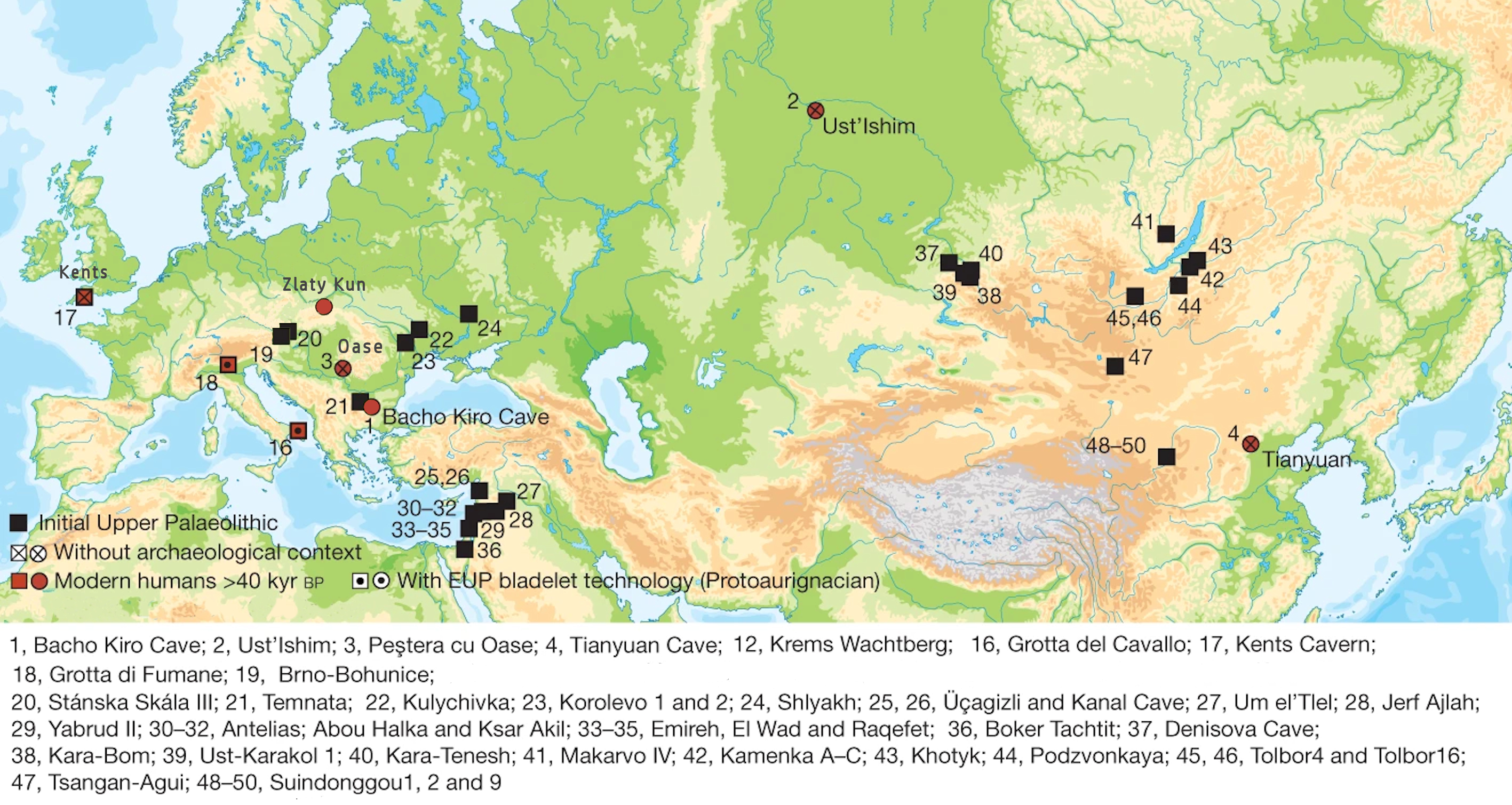
Fundplätze menschlicher Überreste des Paläolithikums

Benannt wurde die Höhle im Gedenken an Batscho Kiro, einen bulgarischen Schriftsteller und Revolutionär. Er war im Jahr 1876 als einer der Anführer am sogenannten bulgarischen Aprilaufstand gegen die Osmanische Armee beteiligt, in dem das der Höhle benachbarte Kloster Drjanowo zu einem Zentrum des Widerstands gegen das Heer des Osmanischen Reichs wurde.

## Funde
Die Batscho-Kiro-Höhle ist eine Karst-Höhle, die heute den Eingang zu einem Kilometer langen unterirdischen Abflussregime bildet und 1937 erstmals naturwissenschaftlich erforscht wurde. Anfang der 1970er-Jahre wurden menschliche Fossilien entdeckt, deren Verbleib jedoch unbekannt ist und deren Alter nicht verlässlich datiert wurde; auch das Alter und die Hersteller der damals geborgenen Steinartefakte blieben ungewiss.
Ab 2015 fanden neuerliche Ausgrabungen statt, in Form einer Kooperation des bulgarischen Nationalen Archäologischen Instituts mit dem Max-Planck-Institut für evolutionäre Anthropologie. Im Verlauf dieser Grabungen wurde u. a. ein großer Backenzahn (Molar M2) aus einem Unterkiefer entdeckt. Dessen Merkmale ließen auf eine Zugehörigkeit seines ehemaligen Besitzers zum anatomisch modernen Menschen schließen, was zusätzlich anhand aus dem Zahn extrahierter mtDNA bestätigt wurde. In der gleichen, zahlreiche Fossilien führenden Schicht wurden ferner vier Knochenfragmente – durch Protein-Massenspektrometrie – anhand der Polypeptid-Ketten von Kollagenen als ebenfalls dem Homo sapiens zugehörig identifiziert.
Mit Hilfe der Radiokarbonmethode wurden diese homininen Fossilien im Jahr 2020 auf ein Alter von 46.790 bis 42.810 cal BP datiert. Unabhängig von dieser Datierung wurde für die Grenzen der Fundschicht ein Alter von 45.820 bis 43.650 Jahren (cal BP) publiziert. Diese Funde aus dem frühen Jungpaläolithikum sind demnach etwas älter als die bis dahin ältesten bekannten Homo-sapiens-Funde aus Europa, die in der Grotta del Cavallo in Italien geborgen worden waren und rund 45.000 bis 43.000 Jahre (cal BP) alt sind.
In der gleichen Schicht wie die homininen Knochen wurden in der Batscho-Kiro-Höhle zudem Stein- und Knochenwerkzeuge sowie eine durchbohrte Elfenbein-Perle und 12 durchbohrte Zähne – 11 von einem Höhlenbären, 1 von einem Huftier – entdeckt, die als Schmuckstücke (Anhänger) interpretiert wurden. Einige dieser Funde wiesen noch Spuren einer Bemalung mit rotem Ocker auf.
Genutzt wurde die Höhle in einer Epoche, in der die örtlichen Temperaturen deutlich niedriger waren als heute, vergleichbar mit dem gegenwärtigen subarktischen Klima im Norden von Skandinavien.

## Rekonstruktion des Genoms
Im Jahr 2021 berichtete ein bulgarisch-deutsches Forscherteam, es sei gelungen, das Genom von fünf menschlichen Fossilien zu sequenzieren: von vier Individuen, die rund 46.000 bis 43.000 Jahre alt sind, sowie von einem weiteren Individuum, dessen Überreste nur rund 35.000 Jahre alt sind und das überdies zusammen mit Steinwerkzeugen eines späteren Typs gefunden worden war. Den Forschern zufolge wiesen die Nukleotide der untersuchten älteren aDNA auf eine verwandtschaftliche Nähe zu den heute in Ostasien und Amerika lebenden Menschen hin, nicht jedoch zu den heutigen Europäern. Den Forschern zufolge spiegeln sich in der DNA gleichsam die Form und die Verbreitung der in der Höhle entdeckten jungpaläolithischen Steinwerkzeuge und Schmuckstücke gleichen Alters wider, die aus ganz Eurasien bis hin zur Mongolei bekannt sind. Ein weiterer Befund der aDNA-Analysen war, dass lange Genabschnitte entdeckt wurden, die einem Genfluss vom Neandertaler zu diesen Menschen zuzurechnen sind. Die Länge der Genabschnitte lasse darauf schließen, dass die sexuelle Paarung nur fünf bis sieben Generationen vor der Lebenszeit der Höhlenbewohner stattgefunden hat. Insgesamt stammten zwischen 3 und 4 Prozent der DNA von Neandertalern.
Das 35.000 Jahre alte Individuum war hingegen mit den früheren Bewohnern der Höhle nicht enger genetisch verwandt, stammte also vermutlich von einer Gruppe späterer Zuwanderer ab.

## Belege
1. 1 2 3 4  Jean-Jacques Hublin, Nikolay Sirakov, Vera Aldeias et al.: Initial Upper Palaeolithic Homo sapiens from Bacho Kiro Cave, Bulgaria. In: Nature. Band 581, Nr. 7808, 2020, S. 1–4, doi:10.1038/s41586-020-2259-z, Volltext (PDF).
2. ↑  Oldest Homo sapiens in Europe – and a cave bear pendant – suggest cultural link to Neanderthals. Auf: sciencemag.org vom 11. Mai 2020.
3. ↑  Bacho Kiro Cave. Auf: lonelyplanet.com, zuletzt eingesehen am 29. März 2021.
4. ↑  Helen Fewlass et al.: A 14C chronology for the Middle to Upper Palaeolithic transition at Bacho Kiro Cave, Bulgaria. In: Nature Ecology and Evolution. Band 4, 2020, S. 794–801, doi:10.1038/s41559-020-1136-3.
5. ↑  Stefano Benazzi et al.: Early dispersal of modern humans in Europe and implications for Neanderthal behaviour. In: Nature. Band 479, 2011, S. 525–528, doi:10.1038/nature10617.
6. ↑  Sarah Pederzani et al.: Subarctic climate for the earliest Homo sapiens in Europe. In: Science Advances. Band 7, Nr. 39, 2021, doi:10.1126/sciadv.abi4642.
 Frühe Homo sapiens-Gruppen in Europa waren subarktischem Klima ausgesetzt. Auf: idw-online.de vom 22. September 2021.
7. ↑  Mateja Hajdinjak et al.: Initial Upper Palaeolithic humans in Europe had recent Neanderthal ancestry. In: Nature. Band 592, 2021, S. 253–257, doi:10.1038/s41586-021-03335-3.
8. ↑  Erbgut der frühesten Europäer. Auf: mpg.de vom 7. April 2021.